# Progrès et Démocratie Moderne
Progrès et démocratie moderne (Nederlands: Vooruitgang en moderne democratie) was een parlementaire groepering in de Assemblée nationale in de tweede helft van de jaren 1960. De groepering telse 41 leden in 1967 en 33 in 1968.
De groepering bestond uit afgevaardigden van de politieke partijen, die rechtse, maar niet gaullistisch waren en van partijen in het politieke centrum. Afgevaardigden van de volgende partijen maakten deel van Progrès et démocratie moderne uit:
- Centre National des Indépendants et Paysans
- Centre démocrate
- Centre démocratie et progrès
- Centre Républicain

## Leden
- René Pleven
- Jacques Barrot